# Санусіти
Санусіти — суфійський релігійно-політичний орден (тарикат) в Лівії і Судані, заснований в Мецці в 1837 році Мухаммадом ібн Алі ас-Санусі. Тарикат націлений на подолання занепаду ісламської думки і духовності, на зміцнення мусульманської політичної єдності. Послідовники братства відіграли значну роль у політичних подіях країн Північної Африки XIX—XX століть.